# Christkind

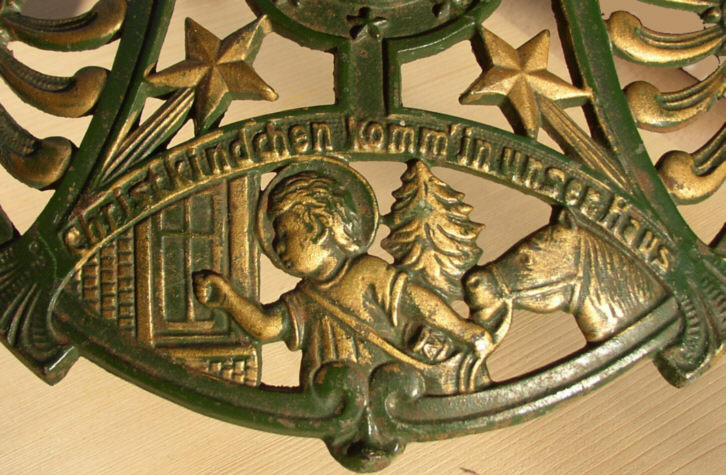
Christkind

Il Christkind ("Gesù Bambino" o letteralmente "Cristo Bambino") è il tradizionale portatore di doni di Natale nel sud della Germania, nella Repubblica Ceca, in Svizzera, Austria, Liechtenstein, Slovenia, Alta Silesia, Croazia e Alto Adige. Analoga tradizione sopravvive in alcune regioni d'Italia dove è noto come Gesù Bambino.

## Tradizione
È simile a uno spiritello da bambino, solitamente rappresentato con dei capelli biondi e ali angeliche. Alcuni presumono che sia l'incarnazione di Gesù in un bambino, ma sembra invece che abbia radici in una leggenda nata nell'Alsazia, che parla di un bambino che porta regali per conto di Gesù Bambino. A sostegno di quest'ultima tesi parla il fatto che viene sempre rappresentato come un bambino asessuato, e che il nome Christkind è di genere neutro in lingua tedesca. Christkindl (diminutivo di Christkind) è anche sinonimo di "regalo di Natale" in lingua tedesca.
Il Christkind visita la casa la sera della vigilia di Natale, solitamente mentre la famiglia è riunita a cena. Verso la fine della cena, mentre si mangiano biscotti e altri dolci tradizionali, uno dei due genitori si allontana per controllare se il piccolo donatore è già arrivato, e dopo un po' ritorna per raccontare che ha visto il Christkind sistemare i regali sotto l'albero di Natale.

## Storia
La tradizione del Christkind trae le sue origini da Martin Lutero. Nel medioevo i bambini tedeschi ricevevano i loro doni il giorno di san Nicola (6 dicembre). I protestanti rifiutavano la venerazione dei santi cattolici, ma non per questo volevano rinunciare alla tradizione di fare dei piccoli regali ai loro figli. Lutero impose il giorno di Natale per i doni e sostituì il santo con il Christkind.
Durante il XIX secolo venne adottato in molte aree cattoliche, mentre nelle regioni protestanti cominciò a perdere gradualmente importanza, per essere infine sostituito dal secolare Weihnachtsmann (Babbo Natale in tedesco).
Una frazione della città austriaca di Steyr si chiama Christkindl, da un santuario che vi si trova. Dal 1950, ogni dicembre le poste austriache vi istituiscono un ufficio postale speciale che raccoglie le lettere spedite al Christkind. Mediamente due milioni di lettere all'anno passano attraverso questo ufficio.